# Kontrola gniewu
Kontrola gniewu (ang. Rebound) – amerykański komedia z 2005 roku w reżyserii Steve'a Carra. Główną rolę w filmie odegrał znany komik Martin Lawrence, który wcielił się w postać trenera Roya McCormicka. 
Premiera filmu miała miejsce 7 stycznia 2005 roku. W pierwszym tygodniu wyświetlania film zarobił 6 mln dolarów w samych Stanach Zjednoczonych.

## Opis fabuły
Trener Roy McCormick przechodzi trudny okres w swoim życiu zawodowym, jego koszykarska drużyna przegrywa mecz za meczem, a on sam miewa częste kłopoty z sędziami. Po jednej z takich awantur, w której to McCormick zabija orła-maskotkę swojej drużyny, władze ligi uniwersyteckiej zawieszają go w prawach trenerskich. Agent trenera znajduje mu ofertę prowadzenia drużyny „Śmierdzieli” z byłego gimnazjum McCormicka. Młodzi adepci tego sportu są pośmiewiskiem ligi, przegrywając wszystkie mecze. Nowy trener pomimo początkowego braku zaangażowania, postanawia nauczyć 13-latków podstaw tej gry. Drużyna przeradza się w zespół marzeń i ma szansę zdobyć mistrzostwo. Sukcesy „Śmierdzieli” sprawiają, że Roy McCormick przestaje kierować się w życiu materializmem i odkrywa na nowo miłość do koszykówki.

## Obsada
- Martin Lawrence jako Roy McCormick/Preacher Don
- Wendy Raquel Robinson jako Jeanie Ellis
- Breckin Meyer jako Tim Fink
- Horatio Sanz jako Pan Newirth
- Oren Williams jako Keith Ellis
- Patrick Warburton jako Larry Burgess
- Megan Mullally jako Dyrektorka
- Eddy Martin jako One Love
- Steven Christopher Parker jako Wes (Steven C. Parker)
- Steven Anthony Lawrence jako Ralph
- Logan McElroy jako Fuzzy
- Gus Hoffman jako Gogle
- Tara Correa-McMullen jako Big Mac (Tara Correa)

## Nagrody
- 2006: (nominacja) Nagroda Młodych najlepszy musical lub komedia
- 2006: Steven C. Parker (nominacja) Nagroda Młodych najlepszy aktor drugoplanowy